# Morrosquillo sucreño
Morrosquillo es una de las 5 subregiones que componen el departamento de Sucre (Colombia). Está integrada por los siguientes municipios, al norte del mismo:
- Coveñas
- Palmito
- Tolú
- Tolú Viejo
- San Onofre

La zona está compuesta de bosque seco tropical, los cuales crecen en áreas que no reciben lluvia durante muchos meses del año, y es bordeada por las playas del golfo de Morrosquillo.